# 脫脫 (哈密國)
脱脱（？—1410年），明朝哈密国忠顺王，蒙古贵族，安克帖木儿兄子。
自幼被俘入中原，后入宿卫。永乐三年（1405年）春，安克贴木儿死后无嗣，他受命回国袭位忠顺王。遣使进马谢恩。四年（1406年）春，被其祖母驱逐。明成祖责备，脱脱于是回国。三月，明朝设哈密卫，以他属下马哈麻火者等人为指挥、千户、百户。周安为长史，刘行为纪善。协助管理哈密事务，西域各国入贡，都要到哈密翻译上达。脱脱沉湎美酒，不理政事。八年，暴疾而卒。